# Afek (mitologia)
Afek era uma heroína mítica, na religião do povo Min, o qual habitava a província de Sandaun, na Papua-Nova Guiné. Acredita-se que os humanos nasceram de um parto múltiplo dessa heroína, aparecendo imediatamente após os espíritos (que tinham forma de cachorro), também nascidos de Afek, os quais deveriam limpar as vilas para que a população pudesse lá habitar. Já que tais cachorros eram espíritos (e os "irmãos mais velhos" do homem), o povo Urapmin não os matava ou comia (o que não acontecia em outras tribos), nem permitia que os mesmos respirassem sobre sua comida. Este fato contrasta com os habitos humanos, pois os Urupamin, anteriormente, não tinham qualquer tabu a respeito do canibalismo, mas dividiam a comida entre si. Na verdade, o tabu de se comer cachorro é, ainda, um que se mantém, juntamente com outros poucos.